# 粗齿兔儿风
粗齿兔儿风（学名：Ainsliaea grossedentata）为菊科兔儿风属下的一个种，为中国的特有植物。分布在中国大陆的江西、贵州、湖北、湖南、广西、四川等地，生长于海拔1,200米至2,100米的地区，多生于疏林以及密林下。